# Алексије Палеолог (велики војвода)
Алексије Дука Палеолог је био византијски аристократа, севаст и велики дукс из дванаестог века (око 1185/1190), који је такође био деда по оцу цара Михаила VIII Палеолога.
Алексије Палеолог је рођен око 1140. године. Недостају тачни подаци о његовом родитељству, али се он традиционално поистовећује са младожењом, у част чијег венчања је састављен епиталамијум који се приписује Теодору Продрому, у којем се наводи да је младожења био Дука пореклом и једини син неименованог Палеолога који се прославио као војни заповедник, али је већ преминуо у време венчања његовог сина. На основу овог податка намеће се закључак да је Алексије Палеолог највероватније потомак Георгија Палеолога и Ане Дука, а постоји претпоставка да му је отац био њихов унук севаст Михаило Дука Палеолог, који је био познат по својим војним подвизима у Италији, где је умро 1156.  Вероватно је и Алексијев најстарији син добио име по овом Михаилу, како је то било у то време традиција.
Алексије се 1157. године помиње са титулом севаста у матичним књигама са присутнима на црквеном синоду од 12. маја исте године, где је наведен после севаста Константина Палеолога. Посведочено је и његово присуство на заседању синода од 3. марта 1166. године, у чијем се регистру помиње после великог етериарха Георгија Палеолога и севаста Константина Палеолога.
Око 1180. Алексије Палеолог се оженио Ирином Комнин, недвосмислено названом у анонимном Епиталаму као ћерком севаста Јована Кантакузина и Марије Комнин, која је била унука цара Јована II Комнина од његовог сина Андроника, а самим тим и братаница цара Манојла I Комнина. Венчање се вероватно догодило у последњим месецима живота цара Манојла I Комнина, који се помиње као пратилац невесте. Алексије и Ирина су имали два сина.
- Михаило Палеолог (* око 1180/1185 – † после 1257), велики картулар[5]
- Андроник Комнин Палеолог (*око 1190 – † око 1248), велики доместик, отац цара МихаилаVIII Палеолога.[6]

У типику манастира Светог Архангела Михаила у Ауксентијанској светој шуми код Халкидона, који је написао цар Михаил VIII Палеолог, Алексије Палеолог и његова супруга Ирина Комнина наведени су као цареви баба и деда, а њихова имена се помињу прва међу прецима, у чију успомену је цар Михаило VIII наредио редовне задушнице. Поред тога, и сам Алексије је такође наведен као велики војвода, положај који је обављао вероватно између 1185. и 1190. Редослед његовог помињања – прво и пре царевог оца, и његов положај великог војводе одбацују сумњу да цар заправо помиње свог деду и баку по мајци, који су такође носили имена Алексије Палеолог и Ирена Комнина, посебно имајући у виду да је други Алексије Палеолог носио много вишу титулу деспота, коју цар тешко да би пропустио да помене да је мислио на свог деду по мајци на овом месту у типику. У поетском прологу истог документа, писаном у виду обраћања цара Михаила VIII Светом Архангелу Михаилу, цар помиње и да је, непосредно пре него што су Латини заузели Цариград, велики дукс Алексије Палеолог поново основао монашки манастир у Ауксентијанској Светој шуми, која је касније посвећена Светом Архангелу Михаилу, и завршио свој живот као монах са именом Антоније. Највероватније је велики дукс око 1190. године обновио дотични манастир. а упокојио се пре 1203. Његова жена је такође примила монаштво под именом Евгенија.